# Deutschland, bleiche Mutter
Deutschland, bleiche Mutter ist ein deutscher Spielfilm von Helma Sanders-Brahms aus dem Jahr 1980.

## Handlung
Die Liebesgeschichte von Lene und Hans beginnt im Sommer des Jahres 1939. Die Beziehung der beiden entwickelt sich äußerst schnell. Noch am Ende des Sommers heiraten sie. Als mit dem Überfall der Deutschen auf Polen am 1. September 1939 der Krieg ausbricht, wird auch Hans zur Wehrmacht eingezogen. Das Eheleben der beiden hatte noch gar nicht richtig begonnen, da sind sie bereits zwangsweise getrennt. Von nun an sehen sie sich nur noch unregelmäßig, wenn Hans auf Fronturlaub in der Heimat ist. Das junge Ehepaar bleibt sich dabei fremd. In einer Bombennacht wird die Tochter, Anna, geboren, in einer weiteren Bombennacht verliert Lene ihr Zuhause. Obdachlos kämpft sich Lene mit ihrem Kind durch die Kriegswirren. Aus dem jungen unerfahrenen Mädchen Lene wird so allmählich eine selbstbewusste kraftvolle Frau, die für sich und ihre Tochter ums Überleben kämpft. Nach dem Krieg kommt Hans zurück in eine für ihn nun fremde Welt. Er fühlt sich um sein Leben betrogen und muss mitansehen, wie alte Nazis erneut in vordere Positionen gelangen. Auch Lene entspricht nicht mehr dem konservativen Bild, das er von einer Ehefrau hat. Die Ehe gerät in die Krise, und Lene erkrankt an Depressionen. Als sie Suizid begehen will, wird sie von ihrer Tochter gerettet.

## Filmtitel
Der Filmtitel stammt aus dem 1933 geschriebenen Gedicht Deutschland von Bertolt Brecht, der 1933 aus dem nationalsozialistischen Deutschland flüchten musste und seine Heimat mit diesen Worten beschrieb:
O Deutschland, bleiche Mutter!

Wie haben deine Söhne dich zugerichtet

Daß du unter den Völkern sitzest

Ein Gespött oder eine Furcht!
In Berlin befindet sich ein Zweitguss der Skulptur O Deutschland, bleiche Mutter, die Fritz Cremer 1964/65 für die Gedenkstätte Mauthausen anfertigte und die von Brechts Gedicht Deutschland inspiriert ist. Dargestellt ist eine überdimensionale, auf einem Mauerstück sitzende Frau in Schmerz, Scham und Empörung. Sie ist in ein Tuch gewickelt, das an Stacheldraht oder an einschnürende Stricke denken lässt.

## Kritiken
„Im Ansatz eine persönliche Auseinandersetzung der Regisseurin mit ihrer Mutter, versucht der Film über die private Ebene hinaus zu allgemeinen Aussagen über Frauenemanzipation und Patriarchat zu gelangen. Extremer Subjektivismus und bedeutungsschwangere Symbolik (die Mutter als leidende Germania) verbinden sich nicht immer überzeugend: Die Dialektik von Privatleben und Politik, eines der Themen des Films, findet unmittelbar Eingang in die Form als stilistischer Bruch zwischen privater Nabelschau und dokumentarischem Zeitbild.“

Hans-Christoph Blumenberg meinte in der Zeit, die Kritiker hätten die „ungewöhnlichen Schönheiten“ des Films übersehen, wie die Plansequenzen, die Schauplätze regelrecht erforschen und die Beziehungen zwischen den Figuren ausleuchten würden. Außerdem spiegelten sich die Veränderungen in der Beziehung der Protagonisten in der anfangs „weichen“, dann härter werdenden Montage (bis hin zum Schuss-Gegenschuss-Verfahren) wider.
Gemischt fiel die Bewertung des Fischer Film Almanachs 1981 aus. Darin heißt es, der Regisseurin seien trotz zeitweiser Überfrachtung „doch sehr einleuchtende und schöne Szenen“ gelungen. Kämen „eigene Erinnerungen mit ins Spiel“, würde „die Inszenierung unglaubhaft, zuweilen verkrampft und feministisch einseitig“.

## Auszeichnungen
Der Film wurde auf der Berlinale 1980 uraufgeführt. Er wurde innerhalb des Wettbewerbs gezeigt, ging bei der Preisvergabe jedoch leer aus. Da viele Kritiken negativ ausfielen, wurde der Film für das Kino gekürzt.
Sanders-Brahms stellte den Film 1980 auf dem Frauenfilmfestival in Créteil, Frankreich vor. Hier gewann der Film den Hauptpreis.
Die Deutsche Film- und Medienbewertung FBW in Wiesbaden verlieh dem Film das Prädikat besonders wertvoll.

## DVD/Blu-ray-Veröffentlichungen
- Deutschland bleiche Mutter. Ein Film von Helma Sanders-Brahms. Studiocanal (Arthaus), Leipzig 2010. (DVD, enthält die Kinoversion)
- Deutschland bleiche Mutter (Zweitausendeins Edition Deutscher Film 4/1979). Zweitausendeins, Frankfurt am Main 2013. (DVD, enthält die Kinoversion)
- Germany, Pale Mother. British Film Institute, London 2015. (DVD bzw. Blu-ray, enthalten jeweils den Director’s Cut (152 Min.) und zusätzlich den Film Hermann mein Vater (Helma Sanders-Brahms, 1987, 54 Min.); Blu-ray enthält außerdem die Kinoversion; alle Filme in der Originalsprache mit optionalen englischen Untertiteln).[6]